# Lucanus (geslacht)
Lucanus is een geslacht van kevers, en het typegeslacht van de familie van de vliegende herten (Lucanidae). De wetenschappelijke geslachtsnaam Lucanus is waarschijnlijk afgeleid van de Italiaanse streek Lucania, het tegenwoordige Basilicata. Plinius de Oudere vermeldt in zijn boek Naturalis historia dat de kevers door Nigidius lucani werden genoemd en dat ze als een amulet om de nek van kinderen werden gedragen. Deze naam is door Giovanni Antonio Scopoli overgenomen als geslachtsnaam. Overigens is ook de naam van Nigidius zelf gebruikt als naam voor een geslacht van kevers uit de familie vliegende herten: Nigidius W.S. MacLeay, 1819.

## Soorten
- Lucanus adelmae Zilioli, 2004
- Lucanus angusticornis Didier, 1925
- Lucanus atratus Hope, 1831
- Lucanus barbarossa Fabricius, 1801
- Lucanus brivioi Zilioli, 2004
- Lucanus bruanti Lacroix & Bomans, 1973
- Lucanus cambodiensis Didier, 1925
- Lucanus cantori Hope, 1842
- Lucanus capreolus Linnaeus, 1763
- Lucanus confusus Boucher, 1994
- Lucanus convexus Lacroix, 1982
- Lucanus cyclommatoides Didier, 1928
- Lucanus datunensis Hashimoto, 1984
- Lucanus davidis Deyrolle in Deyrolle & Fairmaire, 1878
- Lucanus delavayi Fairmaire, 1887
- Lucanus denticulus Boucher, 1995
- Lucanus derani Nagai, 1999
- Lucanus deuvei Lacroix, 1988
- Lucanus deuveianus Boucher, 1998
- Lucanus didieri Planet, 1927
- Lucanus dirki Schenk, 2003
- Lucanus dohertyi Boileau, 1911
- Lucanus elaphus Fabricius, 1775
- Lucanus fairmairei Planet, 1897
- Lucanus feglini Lacroix & Bomans, 1973
- Lucanus fonti Zilioni, 2006
- Lucanus formosanus Planet, 1899
- Lucanus formosus Didier, 1925
- Lucanus fortunei Saunders, 1854
- Lucanus fossilis Wickham, 1913
- Lucanus fryi Boileau, 1911
- Lucanus fujitai Katsura, 2002
- Lucanus fukinukii Katsura, 2002
- Lucanus gamunus Sawada & Watanabe, 1960
- Lucanus gennestieri Lacroix, 1971
- Lucanus gracilis Albers, 1889
- Lucanus groulti Planet, 1897
- Lucanus hayashii Nagai, 1999
- Lucanus hermani De Lisle, 1973
- Lucanus hildegardae Zilioli, 2003
- Lucanus ibericus Motschulsky, 1845
- Lucanus imitator Boucher & Huang, 1991
- Lucanus jeanvoinei Didier, 1927
- Lucanus kanoi Kurosawa, 1966
- Lucanus kazumiae Zilioli, 1998
- Lucanus kerleyi Boucher, 1994
- Lucanus kirchneri Zilioli, 1998
- Lucanus klapperichi Bomans, 1989
- Lucanus koyamai Akiyama & Hirasawa in Hirasawa & Akiyama, 1990
- Lucanus kraatzi Nagel, 1926
- Lucanus kurosawai Sakaino, 1995
- Lucanus laetus Arrow, 1943
- Lucanus laminifer Waterhouse, 1890
- Lucanus lesnei Planet, 1905
- Lucanus ludivinae Boucher, 1998
- Lucanus lunifer Hope, 1831
- Lucanus maculifemoratus Motschulsky, 1861
- Lucanus maedai Nagai, 2003
- Lucanus manai Bomans & Miyashita, 1997
- Lucanus masumotoi Hirasawa & Akiyama, 1990
- Lucanus mazama LeConte, 1861
- Lucanus mearesii Hope, 1842
- Lucanus minimus De Termeyer, 1784
- Lucanus miwai Kurosawa, 1966
- Lucanus miyashitai Mizunuma in Mizunuma & Nagai, 1994
- Lucanus nangsarae Nagai, 1999
- Lucanus nobilis Didier, 1925
- Lucanus nosei Nagai, 1999
- Lucanus nyishwini  Nagai, 1999
- Lucanus oberthuri Planet, 1896
- Lucanus parryi Boileau, 1899
- Lucanus pesarinii Zilioli, 1998
- Lucanus placidus Say, 1825
- Lucanus planeti Planet, 1899
- Lucanus plossi Zilioli, 2001
- Lucanus prometheus Boucher & Huang, 1991
- Lucanus pseudosingularis Didier & Séguy, 1952
- Lucanus pulchellus Didier, 1925
- Lucanus satoi Nagai, 2003
- Lucanus schenki Schenk, 2003
- Lucanus sericeus Didier, 1925
- Lucanus singularis Planet, 1899
- Lucanus smithii Parry, 1862
- Lucanus speciosus Didier, 1925
- Lucanus swinhoei Parry, 1874
- Lucanus szetschuanicus Hanus, 1932
- Lucanus tetraodon Thunberg, 1806
- Lucanus thasaensis Schenk, 2007
- Lucanus thibetanus Planet, 1898
- Lucanus tsukamotoi Nagai, 2002
- Lucanus victorius Zilioli, 2002
- Lucanus villosus Hope, 1831
- Lucanus wemcheni Schenk, 2007
- Lucanus westermanni Hope & Westwood, 1845
- Lucanus wittmeri Lacroix, 1983
- Lucanus wuyishanensis Schenk, 1999
- Lucanus xerxes Kral, 2005